# Душан Узелац
Душан Узелац (Београд, 25. јануар 1978.) је српски предузетник, финансијски консултант и оснивач портала kamatica.com.. Власник је фирме ДУБЕС и ЕРП СааС БизПланер-а, платформе дизајниране за мала и средња предузећа, као и аутор првог crowdinvesting пројекта у области станоградње у Србији „Инвестирам на квадрат“..

## Биографија
Душан Узелац је започео своју предузетничку каријеру 2005. године. Две године касније, ослушкујући потребе тржишта, основао је финансијски портал Kamatica.com, који је омогућио грађанима Србије приступ релевантним информацијама о банкарству, инвестицијама, штедњи и економским трендовима.
Награђен од стране Скупштине града Београда 2012. године, као један од најуспешнијих младих предузетника. Његово пословно ангажовање није се ограничило само на дигиталне платформе; био је и уредник економије у Блицу и учествовао у бројним телевизијским и радио емисијама, где је коментарисао економију, банкарство и финансије.
BizPlaner је апликација за вођење пословања у Малим и средњим предузећима. Душан је за проналазак ове апликације добио награду Привредна комора Србије за консултантску изврсност МСП-а (Мала и средња предузећа).

### Рад у финансијском сектору
Кроз своју професионалну каријеру, Душан Узелац је постао препознатљив у финансијској индустрији, и од стране институција и од стране корисника, посебно у области саветовања и едукације физичких лица у вези са личним финансијама. Његов допринос препознат је и у дигитализацији финансијског сектора.

### Kamatica.com
Kamatica.com  је специјализована онлајн дестинација-портал који спаја финансијске институције и кориснике кроз своје иновационе платформе. Њен циљ је да помогне свима да донесу најбољу финансијску одлуку у складу са својим потребама и могућностима. Осим корисника, и српски медији су у Kamatica.com  препознали професионалност, ажурност, прецизност и тачност у преношењу информација, због чега им је Душан Узелац веома често избор за саговорника на најразличитије економске теме.
Портал је награђен од стране ПС Преса као један од 50 најбољих сајтова у Србији 2008 , 2011 . и 2018 . године.
Један је од најпосећенијих у Србији. Месечно има посету од преко 180 000 посетилаца. Својим саветима, активно се бави помоћи грађанима у добијању свих врста кредита.

### Иновације у инвестирању
Аутор је пројекта „Инвестирам на квадрат“ ., који представља иновативни модел колективног инвестирања у некретнине на српском тржишту.

### „Инвестирам на квадрат“
Инвестирам на квадрат је модел директног и заједничког инвестирања у станоградњу који је доступан свакоме ко има жељу да инвестира и оствари зараду већу од до сада доступних видова штедње и улагања. Овим моделом се отварају могућности за инвестирање и онима који немају довољно средстава за куповину целе некретнине.
Кроз „Инвестирам на квадрат“, Узелац је желео да пружи платформу за едукацију грађана о инвестирању и учењу вештине паметног улагања. Након што је представљен у згради Народна банка Србије, овај нов модел инвестирања у некретнине изазвао је велико интересовање грађана.  
Први пројекат је лансиран и започет. Успешно је завршено инвестирање. Око 200 грађана из целе Србије је учествовало у инвестирању првог пројекта.

## Награде и признања
- 2016. године Награда Привредна комора Србије ѕа консултантску изврсност у области малих и средњих предузећа
- 2013. године Награда Привредна комора Београда за технолошку иновацију у финансијском сектору
- 2012. године Награда Скупштина града Београда за најуспешније младе предузетнике